# Bergonzoni
Bergonzoni – polski herb szlachecki z nobilitacji.

## Opis herbu
W polu błękitnym, na trójwzgórzu zielonym dwa wilki srebrne, wspięte, wsparte o pień drzewa o potrójnej koronie zielonej, nad którym trzy lilie w pas złote, nad którymi belka czerwona rozdarta u końców na dwoje. W klejnocie wąż srebrny, owinięty dookoła gałązki ulistnionej, całość na trzech piórach strusich. Labry błękitne, podbite złotem.

## Najwcześniejsze wzmianki
Nadany Michałowi Bergonzoni, konsyliarzowi królewskiemu i generalnemu sztabs-medykowi wojska koronnego w 1791.

## Herbowni
Bergonzoni.